# Iwan Lukaschewitsch
Iwan Lukaschewitsch (russisch Иван Лукашевич, englische Transkription: Ivan Lukashevich; * 9. Mai 1991 in Moskau) ist ein russischer Rennfahrer. Er trat 2010 und 2011 in der GP3-Serie an.

## Karriere
Lukaschewitsch begann seine Motorsportkarriere 2001 im Kartsport, in der bis 2005 aktiv war. 2006 wechselte er in den Formelsport und gab sein Debüt in der Benelux Formel Ford 1800. Am Saisonende belegte er den zwölften Gesamtrang. 2007 wechselte Lukaschewitsch in die Formel Palmer Audi und wurde 15. in der Gesamtwertung. In der folgenden Saison bestritt er seine zweite Saison in der Formel Palmer Audi und verbesserte sich, obwohl er wegen finanzieller Probleme nur eine halbe Saison startete, mit zwei Podest-Platzierungen auf den zehnten Platz im Gesamtklassement.
Nachdem Lukaschewitsch 2009 wegen finanzieller Probleme an keiner Rennserie teilgenommen hatte, kehrte er 2010 in den Motorsport zurück und trat für Status Grand Prix in der neugegründeten GP3-Serie an. Am Saisonende belegte er den 32. Gesamtrang. Außerdem absolvierte er zwei Gaststarts im Formel Renault 2.0 Eurocup. 2011 ging Lukaschewitsch zunächst für M2 Competition in der Toyota Racing Series, der höchsten Monoposto-Serie in Neuseeland, an den Start. Er nahm an vier von fünf Rennwochenenden teil und beendete die Saison mit einem Sieg auf dem siebten Platz in der Meisterschaft. Anschließend kehrte er nach Europa zurück und bestritt für Status Grand Prix seine zweite Saison in der GP3-Serie. Während seine Teamkollegen Alexander Sims und António Félix da Costa jeweils ein Rennen gewannen, blieb Lukaschewitsch ohne Punkte. In der Meisterschaft wurde er 26.

## Statistik

### Karrierestationen
| - 2001–2005: Kartsport - 2006: Benelux Formel Ford 1800 (Platz 12) - 2007: Formel Palmer Audi (Platz 15) | - 2008: Formel Palmer Audi (Platz 10) - 2010: GP3-Serie (Platz 32) - 2011: Toyota Racing Series (Platz 7) | - 2011: GP3-Serie (Platz 26) |

### Einzelergebnisse in der GP3-Serie
| Jahr | Team              | 1   | 2   | 3   | 4   | 5   | 6   | 7   | 8   | 9   | 10  | 11  | 12  | 13  | 14  | 15  | 16  | Punkte | Rang |
| ---- | ----------------- | --- | --- | --- | --- | --- | --- | --- | --- | --- | --- | --- | --- | --- | --- | --- | --- | ------ | ---- |
| 2010 | Status Grand Prix | ESP | ESP | TUR | TUR | ESP | ESP | GBR | GBR | GER | GER | HUN | HUN | BEL | BEL | ITA | ITA | 0      | 32.  |
| 2010 | Status Grand Prix | 19  | 19  | 19  | 27  | 16  | 25  | 19  | DNF | 17  | 13  | 25  | 18  | DNF | 13  | 19  | 14  | 0      | 32.  |
| 2011 | Status Grand Prix | TUR | TUR | ESP | ESP | ESP | ESP | GBR | GBR | GER | GER | HUN | HUN | BEL | BEL | ITA | ITA | 0      | 26.  |
| 2011 | Status Grand Prix | 14  | 24  | 17  | 13  | DNF | DNF | 18  | 24  | 11  | 18  | 28  | 23  | 10  | 8   | DNF | DNF | 0      | 26.  |